# 기본군
대수적 위상수학에서 기본군(基本群, 영어: fundamental group)은 어떤 위상 공간 속의 폐곡선들의 호모토피 동치류들의 군이며, 1차 호모토피 군이다. 위상 공간의 특성에 대한 중요한 분석 도구이다.

## 정의

### 경로곱

기본군에서 경로의 합성

위상 공간 {\displaystyle X}의 두 경로
{\displaystyle f\colon [0,1]\to X}
{\displaystyle g\colon [0,1]\to X}
가, {\displaystyle f(1)=g(0)}을 만족시킨다고 하자. 그렇다면 이 두 경로의 경로곱
{\displaystyle f*g\colon [0,1]\to X}
은 다음과 같은 경로이다.:326–327
{\displaystyle f*g\colon t\mapsto {\begin{cases}f(2t)&t\leq 1/2\\g(2t-1)&t\geq 1/2\end{cases}}}
이는 경로의 호모토피류에 대하여 불변이며, 따라서 경로 호모토피류의 집합 위에도 경로곱
{\displaystyle [f][g]=[f*g]}
을 정의할 수 있다.
경로의 경로곱은 결합 법칙을 만족시키지 않는다. 그러나 {\displaystyle (f*g)*h}와 {\displaystyle f*(g*h)} 사이에는 호모토피가 존재하며, 이에 따라 경로 호모토피류의 경로곱은 결합 법칙을 만족시킨다.

### 기본 준군
위상 공간 {\displaystyle X}의 기본 준군(영어: fundamental groupoid) {\displaystyle \Pi _{1}(X)}은 다음과 같다.:326–327
- {\displaystyle \pi _{1}(X)}의 대상 집합은 {\displaystyle X}이다. 즉, {\displaystyle \Pi _{1}(X)}의 대상은 {\displaystyle X}의 점이다.
- 임의의 두 점 {\displaystyle x,y\in X}에 대하여, 사상 집합 {\displaystyle \hom _{\Pi _{1}(X)}(x,y)}는 {\displaystyle x}에서 {\displaystyle y}로 가는 경로들의 경로 호모토피류의 집합이다.
- 사상의 합성은 경로 호모토피류의 곱이다. 즉, 두 사상 {\displaystyle [f]\in \hom _{\Pi _{1}(X)}(x,y)}, {\displaystyle [g]\in \hom _{\Pi _{1}(X)}(y,z)}의 합성은 {\displaystyle [g]\circ [f]=[f*g]}이다.
- 점 {\displaystyle x\in X}에서의 항등 사상 {\displaystyle \operatorname {id} _{x}}은 {\displaystyle x}값의 상수 함수인 경로 {\displaystyle [0,1]\to X}, {\displaystyle t\mapsto x}의 호모토피류이다.
- 역사상은 경로의 순서의 반전이다. 즉, 사상 {\displaystyle [f]\in \hom _{\Pi _{1}(X)}(x,y)}을 경로 {\displaystyle f\colon [0,1]\to X}, {\displaystyle f(0)=x}, {\displaystyle f(1)=y}로 나타낸다고 하자. 함수 {\displaystyle i\colon [0,1]\to [0,1]}을 {\displaystyle i(t)=1-t}로 정의하면, {\displaystyle [f]}의 역사상은 {\displaystyle [f]^{-1}=[f\circ i]\in \hom(y,x)}이다.

### 기본군
임의의 점 {\displaystyle x_{0}\in X}에 대하여, 준군 {\displaystyle \Pi _{1}(X)} 가운데, 자기 사상 집합 {\displaystyle \hom _{\Pi _{1}(X)}(x_{0},x_{0})}은 군을 이룬다. 이를 {\displaystyle X}의 {\displaystyle x_{0}}에서의 기본군 {\displaystyle \pi _{1}(X;x_{0})}이라고 한다.:162 만약 {\displaystyle X}가 경로 연결 공간일 경우에는 {\displaystyle x_{0}}에 상관없이 기본군이 모두 동형이며,:167–168 따라서 {\displaystyle \pi _{1}(X)}와 같이 쓴다.
기본군이 자명군인 경로 연결 공간을 단일 연결 공간이라고 한다.
기본군 {\displaystyle \pi _{1}(X,x_{0})}은 고리 공간 {\displaystyle \Omega (X,x_{0})}의 호모토피에 대한 몫공간이다. 고리 공간에 콤팩트-열린집합 위상을 부여하면, 기본군은 그 몫공간으로서 위상 공간을 이룬다. 이는 일반적으로 위상군이 아니다 (곱셈 연산이 연속 함수가 아닐 수 있다). 다만, 임의의 {\displaystyle g\in \pi _{1}(X,x_{0})}에 대하여 {\displaystyle g\cdot \colon \pi _{1}(X,x_{0})\to \pi _{1}(X,x_{0})}는 연속 함수이다.

## 성질
기본군은 호모토피 유형의 불변량이다. 즉, 위상 공간 X와 Y가 같은 호모토피 유형을 가지면, X와 Y의 기본군은 동형이다.:170
두 곡면이 위상동형일 필요충분조건은 곡면의 1차 호몰로지군 (기본군의 아벨화 {\displaystyle \pi _{1}(X)/[\pi _{1}(X),\pi _{1}(X)]})이 서로 동형인 것이다.:197–198

### 함자성
기본군은 점을 가진 공간과 점을 보존하는 연속 함수의 범주 {\displaystyle \operatorname {Top} _{\bullet }}와 군의 범주 {\displaystyle \operatorname {Grp} } 사이의 함자 {\displaystyle \pi _{1}\colon \operatorname {Top} _{\bullet }\to \operatorname {Grp} }를 정의한다. 구체적으로, 점을 보존하는 연속 함수
{\displaystyle f\colon (X,x_{0})\to (Y,f(x_{0}))}
는 정의역과 공역의 기본군 사이에 다음과 같은 군 준동형을 유도한다.
{\displaystyle \pi _{1}(f)\colon \pi _{1}(X,x_{0})\to \pi _{1}(Y,f(x_{0}))}
{\displaystyle \pi _{1}(f)\colon [a]\mapsto [f\circ a]}
예로 {\displaystyle f}가 상수 함수이면 {\displaystyle f\circ a} 역시 상수 함수가 되고, {\displaystyle \pi _{1}(f)}는 항상 {\displaystyle \pi _{1}(Y,f(x_{0}))}의 항등원으로 가는 자명한 군 준동형이다.
기본군 함자는 임의의 곱과 유한 쌍대곱을 보존한다. 즉, 곱공간의 기본군은 기본군의 직접곱이며, 쐐기합의 기본군은 기본군의 자유곱이다.
{\displaystyle \pi _{1}{\biggl (}\prod _{i\in I}(X_{i},x_{i}){\biggr )}=\prod _{i\in I}\pi _{1}(X_{i},x_{i})}
{\displaystyle \pi _{1}((X,x_{0})\vee (Y,y_{0}))=\pi _{1}(X,x_{0})*\pi _{1}(Y,y_{0})}

## 계산
어떤 주어진 공간의 기본군을 직접 구하는 것은 많은 경우 쉽지 않다. 예컨대 원의 기본군이 정수군이라는 것은 직관적으로는 간단해 보이나, 엄밀히 직접 증명하기 위해서는 여러 번잡한 절차가 필요하다. 원의 경우 이러한 과정은 불가피하지만, 이 외의 많은 경우에 대해 기본군의 유도를 단순화하기 위해서 여러 도구가 고안되어 있다.
우선 어떤 공간을 이미 기본군을 아는 공간의 곱위상이나 쐐기합으로 나타낼 수 있을 경우, 기본군은 다음과 같이 간단하게 구할 수 있다.(여기서 '*'는 군들의 자유곱)
1. {\displaystyle \pi _{1}(X\times Y)\cong \pi _{1}(X)\times \pi _{1}(Y)\,}
2. {\displaystyle \pi _{1}(X\vee Y)\cong \pi _{1}(X)*\pi _{1}(Y).\,}

따라서 원환면의 기본군은 {\displaystyle \mathbb {Z} \oplus \mathbb {Z} } 와 동형이며, 원을 두 개 이어붙인 도형의 기본군은 생성원이 두 개인 자유군이 된다. 그러나 이러한 방법은 기본군을 아는 공간들로 위의 방법을 통해 분해되지 않는 일반적인 공간의 경우에는 적용하기 힘든데, 이러한 경우에도 광범위하게 적용할 수 있는 정리로 자이페르트-판 캄펀 정리가 있다. 이 정리에 따르면, 어떤 공간 X가 A∪B = X를 만족하고 A, B, A∩B가 모두 경로 연결 공간인 열린 집합일 때, x0 ∈ A∩B에 대해 이들의 기본군 간에는 다음 관계식이 성립한다.:188
- {\displaystyle \pi _{1}(X,x_{0})\cong \pi _{1}(A,x_{0})*_{\pi _{1}(A\cap B,x_{0})}\pi _{1}(B,x_{0}).}

이 정리에 따르면 2차원 구의 기본군은 자명군이 됨을 쉽게 보일 수 있다. 2차원 구에서 한 점을 뺀 것을 A, 그 반대쪽에서 한 점을 뺀 것을 B라 놓으면 A와 B는 축약가능집합이므로 이들의 기본군은 자명군이다. 따라서 위의 관계식에 따라 2차원 구의 기본군도 자명군이 되는 것이다.

### 붙임 공간
붙임 공간의 경우 자이페르트-판 캄펀 정리를 특수하게 이용하여 쉽게 그 기본군을 구할 수 있다.:195–196 즉, 콤팩트 하우스도르프 공간인 도형 X와 연속 함수 f:S1→X에 대하여, 2차원 원판 D2를 X에 붙인 붙임 공간 {\displaystyle D_{2}\cup _{f}X}
의 기본군은 다음과 같다.
{\displaystyle \pi _{1}(D_{2}\cup _{f}X)\cong \pi _{1}(X)/f_{*}\pi _{1}(S^{1})}
예를 들어, 복소평면 위에서 함수 f를 f:S1→S1, f(z) := z2 와 같이 정의할 때 D2 ∪f S1은 실수 사영 평면이 되는데, 이 기본군은 위의 공식에 의해 {\displaystyle \pi _{1}(X)/f_{*}\pi _{1}(S^{1})\cong \mathbb {Z} /2\mathbb {Z} \cong \mathbb {Z} _{2}} 와 동형이다.

### 위상
임의의 점을 가진 공간 {\displaystyle (X,x_{0})}에 대하여, 만약 그 기본군이 이산 공간이라면 {\displaystyle X}는 반국소 단일 연결 공간이다.:Theorem 3
점을 가진 국소 경로 연결 공간 {\displaystyle (X,x_{0})}에 대하여, 다음 두 조건이 서로 동치이다.:Theorem 3
- {\displaystyle \pi _{1}(X,x_{0})}은 이산 공간이다.
- {\displaystyle X}는 반국소 단일 연결 공간이다.

## 예
대표적인 공간들의 기본군은 다음과 같다.
| 공간                                                 | 기본군                           | 주석 |
| ---------------------------------------------------- | -------------------------------- | ---- |
| 원(S1)                                               | {\displaystyle \mathbb {Z} }     | :176 |
| 초구 {\displaystyle S^{n}} ({\displaystyle n\geq 2}) | 1 (자명군)                       |      |
| 원환면 {\displaystyle T^{n}=(S^{1})^{n}}             | {\displaystyle \mathbb {Z} ^{n}} |      |
| 실수 사영 평면 {\displaystyle \mathbb {RP} ^{2}}     | {\displaystyle \mathbb {Z} /2}   |      |

## 역사
앙리 푸앵카레가 1895년의 논문 《위상 해석학》(라틴어: Analysis situs 아날리시스 시투스[*], 위상수학의 옛말)에서 처음으로 사용하였다.

## 같이 보기
- 호몰로지 군
- 매듭군